# Vladimír Ferko
Vladimír Ferko (10. srpna 1925, Veľké Rovné, Československo – 24. října 2002, Bratislava, Slovensko) byl slovenský spisovatel, publicista a autor literatury faktu, otec Andreje Ferka a bratr Milana Ferka.

## Životopis
Narodil se v drotárské rodině a vzdělání získával ve Velkém Rovném a Bratislavě, kde úspěšně ukončil studium žurnalistiky na Filozofické fakultě Univerzity Komenského. Po ukončení studií pracoval v letech 1949-1964 jako redaktor v deníku Smena, později v letech 1965-1969 v časopisu Predvoj a nakonec se v roce 1969 znovu vrátil jako redaktor do deníku Smena.

## Tvorba
Začínal s uveřejňováním reportáží z domova i ze zahraničí, nicméně první kniha mu vyšla až v roce 1959. Ve většině svých děl se věnuje popularizaci přírodovědných poznatků. Jeho knihy jsou směsí popularizačního výkladu, reportáže a eseje, charakteristické je pro ně nejen přesná práce s fakty a zajímavý výklad, ale také schopnost zamýšlet se nad jednotlivými přírodními jevy v souvislosti s lidskou prací a jejich myšlením či cítěním.

## Cena Vladimíra Ferku
Po autorovi je pojmenována cena za literaturu faktu, kterou uděluje Spolek slovenských spisovatelů.

## Dílo

### Tvorba pro dospělé
- 1959 Tajfún je dobrý vietor, kniha o zážitcích z cest po Číně
- 1962 Veno z praveku, o nerostném bohatství na Slovensku
- 1964 Na dne sveta, o jeskyních a jejich geologickém původu, jeskynních malbách, fauně a flóře
- 1964 Modrý kaleidoskop
- 1968 Trinásť zlatých kameňov, o práci člověka s nerostným bohatstvím
- 1970 Konopný kríž, autentické zpracování skutečných příběhu lidí poznamenaných netolerancí
- 1971 Kozmické karavely, o úsilí lidí vkročit do kosmu
- 1975 Diamanty, zajímavosti, historie a hlavně mnoho faktů o tomto nerostu
- 1975 Zlatá nostalgia, o archeologii, těžbě zlata, stavbě přehrady Liptovská Mara
- 1978 Žltý diabol, žltý boh, o zlatě od nejstarších zpráv o něm až do současnosti
- 1978 Kniha o Slovensku, o dějinách, přírodních krásách a bohatství Slovenska
- 1978 Svetom, moje, svetom… , o drotárech
- 1985 Magické kamene
- 1985 Sedmohlások, o vzniku vlastností a podob ptáků
- 1985 Slovník na každý deň
- 1988 Láska na Slovensku
- 1991 Zlatá kniha Slovenska
- 1992 Martin na čiernom koni
- 1993 Príbehy dračích cisárov
- 1994 Ako divé husi, sonda do drotárské dynastie (spoluautor Andrej Ferko, v roku 1998 zfilmováno jako televizní seriál)
- 1995 Pravda Ruda Pravdíka, o drotárství
- 1996 Slovensko - moja vlasť
- 2000 Zákon smotany, eseje

### Tvorba pro mládež
- 1964 Červený delfín, dramatický příběh o chlapcích putujících k rozvodněné řece
- 1964 Zrnko, otvor sa! , o kukuřičném zrnku
- 1968 Malý zelinkár
- 1982 Čertovo rebro
- 1985 Slncový kolotoč
- 1989 Tisícnásobný dukát